# Лебедев, Александр Викторович
Алекса́ндр Ви́кторович Ле́бедев (род. 29 мая 1987) — российский конькобежец, мастер спорта международного класса.
Член олимпийской сборной команды России по конькобежному спорту на Олимпиаде в Ванкувере.
Чемпион России по конькобежному спорту на дистанции 1000 метров (2011).
Серебряный призёр чемпионата России на дистанции 1000 метров (2009)
Бронзовый призёр чемпионата России на дистанции 500 метров (2009), по спринтерскому многоборью (2008, 2009), в командной гонке (2005).